# 阿達曼提龍屬
阿達曼提龍屬（學名：Adamantisaurus）意為「阿達曼提納蜥蜴」，是種蜥腳下目泰坦巨龍類恐龍，生存於晚白堊紀的南美洲。目前僅發現六節尾椎。若參考其近親，可推測阿達曼提龍是種大型恐龍，具有長頸部、長尾巴，以及鱗甲。需要發現更多化石，才能做出更詳盡的研究。
阿達曼提龍的化石早在1959年就以敘述，但直到2006年，才由巴西古生物學家Rodrigo Santucci與Reinaldo Bertini正式命名。模式種是A. mezzalirai，屬名是以化石發現地聖保羅州的阿達曼提納組為名，種名是紀念最初發現其化石的巴西地質學家Sergio mezzalira。
阿達曼提納組位在包魯群之內，這些地層的年代尚未確定，但阿達曼提納組的年代應介於白堊紀的土侖階到馬斯垂克階之間，約9300萬年前到7000萬年前之間。阿達曼提納組還發現另一種泰坦巨龍類，岡瓦納巨龍。
如同許多泰坦巨龍類，阿達曼提龍的化石很不完整，以致於無法確定牠們的演化關係。但阿達曼提龍與風神龍、三角區龍（Trigonosaurus）之間有相似處。